# Juhász Miczura Mónika
Miczura Mónika, Juhász Miczura Mónika (Berettyóújfalu, 1972. november 3. – ) magyar roma énekesnő; Mitsou és Mitsoura néven is ismert.
Az Ando Drom népzenei együttes korábbi tagja, valamint a Mitsoura nevű elektronikus/világzenei együttes alapító tagja. Közreműködött filmzenékben; Tony Gatlif Gadjo dilo (1997) című filmjében ő adta a történet szempontjából kulcsfontosságú, láthatatlan énekesnő hangját. Énekelt még a Kísértések (2002), a Swing (2002), a Vengo (2000) (kredit nélkül) és a Je suis né d’une cigogne (1999) című filmekben. Megalakította a Mitsoura együttest, amely eddig két albumot adott ki: Mitsoura (2003) és Dura Dura Dura (2008). Vendégművészként közreműködött más együttesek albumain, többek között a Fanfare Ciocărlia Queens and Kings (2007), a Bratsch Rien Dans Les Poches (2000), a Besh O Drom Once I Catch the Devil (2006), a GYI! (2005) és a Can’t Make Me! – Nekemtenemmutogatol (2003). Tagja a Global Vocal Meeting projektnek.

## Életútja
Négy nővére van. Nagyon korán, ötéves korában elvesztette édesapját. Gyermekkorát Békéscsabán töltötte. A hagyományos romani-kultúra a mindennapjainak része volt, a különleges családi alkalmakon (temetés, gyász, pomáz) nagy hagyománya volt az a cappella (hangszer nélküli) éneklésnek. Ott tűnt ki kivételes, mély előadásmódjával a közösségből, azonban akkoriban még fogalma sem volt az előadóművészet mibenlétéről.
Első színpadi szereplése 13 évesen a békéscsabai Jókai Mór Színházban volt, ahol a Twist Olivér című musicalben kapott szerepet. Ezekben az időkben fedezte fel a helyi könyvtár zenei gyűjteményében az indiai, arab, perzsa és kínai zene világát, ami nagy hatással volt rá. Tanárai ajánlására jelentkezett és felvételt nyert a szentesi Horváth Mihály Gimnázium híres irodalom–dráma szakára. Ott lépett fel először hagyományos roma dalokkal a színpadon, amit korábban csak szűk, családi körben tett. Akkoriban a roma néphagyományok nem voltak részei a hivatalos magyar népzenének, ezért a legtöbb nem roma közönség számára teljesen új élmény volt. A 80-as években szerveződtek az első kulturális romaklubok, -táborok, melyeknek Mónika rendszeres résztvevője volt. Hamar felfedezték egyedi, jellegzetes előadói tehetségét, ennek eredményeként 17 évesen meghívták az Ando Drom nevű roma-folk együttes énekesnőjének. Egy év tagság után három év szünet következett, mert megszületett lánya, Mónika. 1994-ben visszatért a színpadra és az Ando Dromba, amely aztán egy nemzetközileg elismert, világszerte működő zenekar lett.

## AndoDrom, Mitsoura együttes és más együttműködések
Az AndoDrom zenekar bejárta a világot, és rendszeres résztvevője volt a legfontosabb nemzetközi folklórfesztiváloknak. Ebben az időben három albumot készítettek: Kaj Phirel O Del (1995), Gypsy Life On The Road (1997) és Phari Mamo (1997).
Ennek hatására mások is felfedezték Mónika szokatlan, egyedi hangját. Több nemzetközi filmben is szerepet kapott, színházak és rengeteg más zenei produkció kérte fel együttműködésre. Ekkor tapasztalta meg először, hogy hangjának és az általa képviselt kultúrának akkor van raison d'être-je (létezésének legfőbb oka vagy célja), ha kiragadják a tradicionalista komfortzónából, és keveredik más országok kultúrájával, származásával, a jelen kor „trendjeinek” hatásaival. A kilencvenes évek közepének popzenei kultúrája is leginkább hatott rá, pl. Björk, Massive Attack vagy Portishead. Ekkor merült fel benne először az ötlet, hogy saját zenekart alapítson, amelyben mindezek a művészi hatások keverednek. 2000-ben kilépett az AndoDromból, és új zenészeket keresett a legkülönbözőbb zenei háttérrel és műfajokkal (Etno, Jazz, klasszikus és elektronikus zene). Így született meg a Mitsoura.
Miczura Mónika azt mondja: „Az én művészi hitvallásom, az én ars poeticám az, hogy »Minden megváltoztat engem, de semmi nem változtat meg engem« (Salvador Dalí), és »a kultúrák keveredése hasznos dolog« (Bartók Béla), ezért nem félek attól, hogy a tiszta hagyományokat akár a kortárs, városi kultúrával keverjem, mert ez nem a hagyományok felhígítása, hanem inkább a hagyományok életre keltése. A hagyományok az én szememben nem múzeumi értelemben vett, poros lenyomatai egy letűnt korszaknak, hanem lehetőségek a létező és aktuális kifejezési formák számára.”
A Mitsoura zenekar két albumot adott ki ennek szellemében: Mitsoura (2003) és Dura Dura Dura (2008). Jelentős nemzetközi fesztiválokon és koncertszínházakban léptek fel (WOMAD, WOMEX, Royal Opera House London, Grand Théâtre de Bordeaux, Fête de la musique Párizs stb.). 2011-ben álltak utoljára színpadon, de három év alkotói szünet után a Mitsoura új albumanyagon dolgozott.
2014. december 16-án jelentették be, hogy a Miczura polgári pert indított a manhattani legfelsőbb bíróságon, melyben Beyoncé, Jay-Z és Timbaland társperesként szerepelnek a szerzői jogok megsértése miatt indított perben. Ügyvédei azt állítják, hogy a Drunk in Love című dal visszatérő része egy digitálisan manipulált részlet az 1995-ös Bajba, Bajba Pélem című számból.

## Lemezek
- AndoDrom – Kaj Phirel O Del – 1995
- Chico And The Gipsyes – Vagabundo – 1996
- Dés László / Geszti Péter – A dzsungel könyve – 1996 (BMG)
- AndoDrom – Gypsy Life On The Road – 1997
- AndoDrom – Phari Mamo – 1997
- GadjoDilo – Original Soundtrack  – 1997
- Bratsch – Rien Dans Les Poches – 1998
- Gypsy Queens – Compilation – 1999
- Dés László – Akasztottak – 1999
- Vengo – Original Soundtrack – 2000
- Global Vocal Meeting – 2000
- Swing – Original Soundtrack – 2001
- Besh o Drom – Nekemtenemmutogatol – 2002
- Mitsoura – Mitsoura – 2003
- Besh o Drom – Gyí – 2004
- Besh o Drom – Ha megfogom az ördögöt – 2005
- Fanfare Ciocarlia – The Gypsy Queens And Kings – 2007
- Mitsoura – Dura Dura Dura – 2008
- Hans-Erik Philip – And Other Dreams – 2012

## Filmográfia
- Meddő (rendezte: Almási Tamás) – 1995
- Érzékek Iskolája (r.: Sólyom András) – 1996
- Gadjo Dilo (r.: Tony Gatlif) – 1997
- Tusindfryd (r.: Vibeke Gad) – 1998
- Je suis né d’une cigogne (r.: Tony Gatlif) – 1999
- Akasztottak (r.: Gothár Péter) – 1999
- Swing (r.: Tony Gatlif) – 2001
- Kísértések (r.: Kamondi Zoltán) – 2002
- Zafír (r.: Malene Vilstrup) – 2003
- Kelj fel és járj! (r.: Balogh Zsolt) – 2007
- A Hópárduc talpra áll (r.: Kollmann András) – 2011
- Two Shadows (r.: Greg Cahill) – 2012

## Színházi produkciók
- A dzsungel könyve – musical (r.: Hegedűs D. Géza) – 1996
- The Black Eyed Roses – musical (r.: Alan Lyddiard) – 2003